# ペニングガス
ペニングガス (英語: Penning gas)とは、Frans Michel Penningにちなんで名づけられた混合ガスである。
ネオン管やニキシー管、そのほかガス封入管を用いたディスプレイ器具に用いられる。
例えば、ネオン管の主要成分はネオンであるが、ペニングガスの場合電離係数が急増し、パッシェン曲線にみられるように放電開始電圧を大幅に下げ、結果省電力化が実現できる。

## 概要
ペニングガスは主要成分の貴ガス(発光ガス)に加えクエンチガス(緩衝ガス)と呼ばれる貴ガスの最初の励起状態よりも低い電離電圧を持つガスにより構成される。
励起された貴ガスは衝突によりクエンチガスをイオン化させる。このことはペニング効果として知られる。
ネオンの約98～99.5%とアルゴンの0.5～2%の非常に一般的なペニング混合物が、一部のネオンランプ、特に定格110Vで使用されている。
混合ガスは、ネオンまたはアルゴン単体の場合よりもイオン化が容易であり、放電開始電圧を低下させる。
最適なアルゴン濃度は約0.25%だが、一部は管に使用されるホウケイ酸ガラスに吸収されるため、損失を考慮してより高い濃度が封入される。
ガスの吸着は高温になるほど大きくなり、高出力の管ではより高いアルゴン含有量が使用される。
アルゴンは、「ネオンライト」の色を変え、わずかに黄色がかった色にする。
ニキシー管では多くの場合少量の水銀蒸気も含まれており、これは青い光を発する。
ネオンとアルゴンのペニングガスはナトリウム蒸気ランプのスターターとしても使われる。ナトリウムが蒸発して発光する前にかすかに赤みを帯びた光を発する。